# 911 (tal)
911 är det naturliga talet som följer 910 och som följs av 912.

## Inom matematiken
- 911 är ett udda tal.
- 911 är ett primtal[1].
- 911 är summan av tre på varandra följande primtal (293 + 307 + 311).
- 911 är ett Eisensteinprimtal utan imaginär del och reell del på formen 3n − 1.
- 911 är ett Chenprimtal, eftersom 913 är ett semiprimtal.
- 911 är ett centrerat dekagontal.
- 911 erhålls genom att sammanfoga sifferprodukten och siffersumman.
- Det finns 911 inversa semigrupper av ordning 7 (talföljd A001428 i OEIS).

## Inom vetenskapen
- 911 Agamemnon, en asteroid.

## Inom telefoni
- 911 är ett nödnummer som används i USA och Kanada.